# Krzekotki
Krzekotki (deutsch Klein Hasselberg) war ein Ort in der polnischen Woiwodschaft Ermland-Masuren im Gebiet der Landgemeinde Lelkowo (Lichtenfeld) im Powiat Braniewski (Kreis Braunsberg), bis 1945 im Kreis Heiligenbeil in Ostpreußen.

## Geographische Lage
Die Ortsstelle von Krzekotki resp. Klein Hasselberg liegt im Nordwesten der Woiwodschaft Ermland-Masuren, 21 Kilometer südöstlich der früheren und heute auf russischem Staatsgebiet gelegenen Kreisstadt Heiligenbeil (russisch Mamonowo) bzw. 23 Kilometer östlich der heutigen Kreismetropole Braniewo (deutsch Braunsberg).

## Geschichte
Der kleine Gutsort Haßelberg wurde erst nach 1785 in Klein Hasselberg umbenannt. Als Gutsbezirk kam Klein Hasselberg 1874 zum neu errichteten Amtsbezirk Hohenfürst (polnisch Wyszkowo) im ostpreußischen Kreis Heiligenbeil, Regierungsbezirk Königsberg. Im Jahre 1910 zählte der Ort 23 Einwohner.
Am 30. September 1928 verlor der Gutsbezirk Klein Hasselberg seine Selbständigkeit und wurde in die Landgemeinde Neu Hasselberg (polnisch Krzekotkowo) eingegliedert.
In Kriegsfolge kam Klein Hasselberg 1945 mit dem gesamten südlichen Ostpreußen zu Polen und erhielt die polnische Namensform „Krzekotki“. Der Ortsname wird heute nicht mehr offiziell genannt, das Dorf gilt als aufgegeben bzw. als in Groß Hasselberg (polnisch Krzekoty) aufgegangen. Die Ortsstelle befindet sich in der Gmina Lelkowo im Powiat Braniewski, von 1975 bis 1998 der Woiwodschaft Elbląg, seither der Woiwodschaft Ermland-Masuren zugeordnet.

## Religion
Bis 1945 war Klein Hasselberg in das Kirchspiel der evangelischen Kirche Hohenfürst (polnisch Wyszkowo) in der Kirchenprovinz Ostpreußen der Kirche der Altpreußischen Union eingepfarrt.

## Verkehr
Die Ortsstelle von Krzekotki resp. Klein Hasselberg liegt unweit der Nebenstraße, die Krzekoty (Groß Hasselberg) mit Wołowo (Wohlau) verbindet und bis nach Wilknity (Wilknitt) weiterführt.